# ピエール・モレ
ピエール・モレ（Pierre Mollet, 1920年3月23日 - 2007年10月27日）は、スイス出身のバリトン歌手。
ヌーシャテルの生まれ。ローザンヌ音楽院でシャルル・パンゼラに学び、1946年のジュネーヴ国際音楽コンクールの声楽部門で2位入賞を果たした。1947年からパリ音楽院でナディア・ブーランジェに音楽の解釈を学びつつ歌手活動を始め、ストラスブールやエクサン＝プロヴァンスなどの音楽祭に参加した。1948年から1962年までアメリカやフランス各地の演奏旅行を行って名声を博した。1952年にはオペラ＝コミック座でドビュッシーの『ペレアスとメリザンド』に出演してオペラ・デビューを飾り、マスネの『ウェルテル』のアルベール役やグノーの『ロミオとジュリエット』のマキューシオ役などで当たりを取った。1967年にモントリオール万国博覧会で開催されるコンクールの審査員としてカナダに渡り、そのまま1978年までケベック音楽院で教鞭を執った。1974年にカナダに帰化し、カナダ人ピアニストのスザンヌ・ブロンディンと結婚した。1980年にはアリオーソ合唱団を創設して合唱指揮にも手を染めた。
モントリオールにて没。